# Батлер, Эдмунд, 11-й виконт Монтгаррет
Эдмунд Батлер, 11-й виконт Маунтгаррет (англ. Edmund Butler, 11th Viscount Mountgarret; 27 июля 1745 — 16 июля 1793) — ирландский пэр и политик.

## Биография
Родился 27 июля 1745 года. Второй сын Эдмунда Батлера, 10-го виконта Маунтгаррета (? — 1779), и Шарлотты Брэдстрит (? — 1778), дочери сэра Саймона Брэдстрита, 1-го баронета.
Эдмунд Батлер заседал в Ирландской палате общин от графства Килкенни в 1776—1779 годах.
9 февраля 1779 года после смерти своего отца Эдмунд Батлер унаследовал титул 11-го виконта Маунтгаррета в графстве Уэксфорд (Пэрство Ирландии), став членом Ирландской палаты лордов.
7 октября 1768 года он женился на леди Генриетте Батлер (15 августа 1750 — 16 июня 1785), дочери Сомерсета Гамильтона Батлера, 1-го графа Каррика, и леди Джулианы Бойл. У супругов было пятеро детей:
- Эдмунд Батлер, 12-й виконт Маунтгаррет (6 января 1771 — 16 июля 1846)[1], старший сын и преемник отца. В 1793 году он женился на Милдред Фаулер, дочери Роберта Фаулера, архиепископа Дублина, детей у них не было.
- Достопочтенный Сомерсет Ричард Батлер (декабрь 1771 — 18 апреля 1826)[1], женился на Джейн Френч, дочери Артура Френча. У них не было детей.
- Достопочтенный Генри Батлер (16 февраля 1773 — 6 декабря 1842)[1], в 1811 году он женился на Энн Харрисон, дочери Джона Харрисона, от брака с которой имел четырех детей. Отец 13-го виконта Маунтгаррета
- Полковник достопочтенный Пирс Батлер (6 мая 1774 — 13 июня 1846)[1], член парламента, в 1800 году он женился на Энн Марч, от брака с которой у него было десять детей.
- Достопочтенная Шарлотта Джулиана Батлер (6 августа 1778 — 26 октября 1830)[1], в 1799 году она вышла замуж за полковника Джона Каррингтона Смита.

Виконт Маунтгаррет скончался 16 июля 1793 года в возрасте 47 лет. Ему наследовал его старший сын Эдмунд.